# Lucinoma filosa
Lucinoma filosa är en musselart som först beskrevs av William Stimpson 1851.  Lucinoma filosa ingår i släktet Lucinoma och familjen Lucinidae. Inga underarter finns listade i Catalogue of Life.